# Giovanni Ullu
Giovanni Ullu (Roma, 21 febbraio 1948) è un cantautore, compositore e arrangiatore italiano.
È entrato nella storia della musica leggera italiana per aver composto Pazza idea, uno dei maggiori successi di Patty Pravo.
Come cantautore è anche noto con lo pseudonimo Leo Davide.

## Biografia
Viene scoperto da Tito Schipa Jr., che nel 1970 lo fa debuttare nell'opera rock Orfeo 9, in cui Ullu canta nei cori e, da solista, le canzoni L'alba e Vieni sole (nel 1973 partecipa anche alla versione discografica dell'opera, cantando solo il primo brano).
Firma poi un contratto come autore per l'RCA Italiana, ottenendo subito un grande successo con Pazza idea, incisa da Patty Pravo nel 1973 ed inclusa, nello stesso anno, nell'album omonimo; nello stesso anno scrive Strana donna per Riccardo Fogli, che la include nel suo album di debutto da solista, Ciao amore, come stai.
L'anno successivo scrive, con Maurizio Monti, tutto l'album Mai una signora per la Pravo, occupandosi anche degli arrangiamenti; tra i brani vi è Come un Pierrot, pubblicato anche come 45 giri, che Ivan Graziani reincide in una versione strumentale nell'album Tato Tomaso's Guitars, e Sono Io incisa ma censurata e pubblicata solo quindici anni più tardi, all'interno del disco Patty Pravo Inediti 72-78.
Collabora poi nel 1976 con Gilda Giuliani per cui scrive La lettera, Te ne vai e Facile come parlare (queste ultime due in collaborazione con Renzo Zenobi) e con la Schola Cantorum per cui scrive La mia musica.
Si dedica poi alla carriera di cantautore, incidendo due album nello stesso anno, il 1978: il primo, intitolato Ullu, è inciso insieme al gruppo musicale Perigeo ed è pubblicato dalla RCA Italiana, mentre il secondo, pubblicato dalla Philips, si intitola Il mio diario ed è inciso con lo pseudonimo Leo Davide.
Continua poi la carriera di compositore, scrivendo tra gli altri per Ornella Vanoni (Ieri è passato), Franco Califano (Parliamone), Alessandro Haber (Fa' che non ti manchi la voce) e per Paola Turci (Dove andranno mai i bambini come noi e Tu stai con me).
Negli anni novanta ritorna a scrivere per Patty Pravo, che con la sua I giorni dell'armonia partecipa al Festival di Sanremo 1995.
Si dedica anche alla composizione di colonne sonore, tra cui quella del film Il carnevale di Dolores di Cristina Mantis nel 2008.
In SIAE risulta autore di 253 canzoni.

## Discografia

### 33 giri
- 1978 - Ullu (RCA Italiana, PL 31322)
- 1978 - Il mio diario (Philips, 6323 065; inciso come Leo Davide)

### 45 giri
- 1978 - Questo è il mio tramonto/L'isola lontana (RCA Italiana, PB 61232)
- 1978 - Vai alla deriva/Il mio diario (Philips, 6025 210; inciso come Leo Davide)